# 龙薛婆阿那支
龙薛婆阿那支（？—648年），龙姓，644年—648年的西域焉耆国王，龙突骑支、龙栗婆準的堂兄。贞观十八年（644年），唐太宗派安西都护郭孝恪攻打倒向西突厥的焉耆。俘获焉耆国王龙突骑支，拥立他兄弟龙栗婆準为王。郭孝恪派龙栗婆準在焉耆负责事务，率军撤退。三天后，西突厥将军阿史那屈利的救援部队抵达，但郭孝恪已经撤出，因此屈利抓住龙栗婆準後追赶郭孝恪，被郭孝恪反击。另一个西突厥将军阿史那处那（处般啜），由他的属下吐屯代替焉耆国王管理焉耆，向唐进贡。但是当他的使者来到长安，唐太宗斥责使者说：“我攻打焉耆，你是谁，怎敢占据？”西突厥恐惧，放弃了焉耆。
焉耆贵族拥立龙栗婆準的堂兄龙薛婆阿那支为新国王，号瞎干，但仍对处般啜服从，将龙栗婆準交给西突厥的属国龟兹处死。648年初，唐太宗派阿史那社尔、契苾何力、郭孝恪率军攻打龟兹，也征用了铁勒、东突厥、吐蕃和吐谷浑的士兵。648年秋，攻焉耆。龙薛婆阿那支放弃焉耆，逃到龟兹东部，被阿史那社尔擒杀。社尔拥立龙薛婆阿那支的堂弟龙先那準为焉耆国王。
| 前任： 龙栗婆準 | 焉耆国王 644年—648年 | 繼任： 龙先那準 |